# Sua (langue)
Le sua, également appelé mansoanka ou kunante, est une langue divergente nigéro-congolaise parlée dans la région de Mansôa en Guinée-Bissau,,. Il s'agit plus précisément de l'une des langues mel appartenant au groupe des langues atlantiques, pratiquée par environ 17 000 personnes au sein de l'ethnie Kunante, dont 15 500 locuteurs en Guinée-Bissau, le reste se trouvant en Gambie et en Guinée. Au total, le nombre de locuteurs natifs du sua dans le monde est estimé actuellement entre 10 000 et 25 000 personnes, ce qui en fait une langue vulnérable.